# Teinobasis kirbyi
Teinobasis kirbyi – gatunek ważki z rodziny łątkowatych (Coenagrionidae).